# Альмасан (комарка)

Альмасан (исп. Comarca de Almazán)  — район (комарка) в Испании, входит в провинцию Сория в составе автономного сообщества Кастилия и Леон.

## Муниципалитеты
1. Адрадас
2. Алентиске
3. Альмасан
4. Аренильяс
5. Барка (Сория)
6. Барконес
7. Берланга-де-Дуэро
8. Борхабад
9. Кальтохар
10. Сентенера-де-Андалус
11. Коскурита
12. Эскобоса-де-Альмасан
13. Фречилья-де-Альмасан
14. Ла-Риба-де-Эскалоте
15. Махан (Сория)
16. Матамала-де-Альмасан
17. Момблона
18. Морон-де-Альмасан
19. Непас
20. Нолай
21. Рельо
22. Сольедра
23. Тарода
24. Веламасан
25. Велилья-де-лос-Ахос
26. Виана-де-Дуэро